# Garuda Indonesia
Гаруда Індонезія (індонез. Garuda Indonesia) — національна авіакомпанія Індонезії. Компанія має центр і штаб-квартиру в міжнародному аеропорту Сукарно-Хатта в Джакарті. Заснована в 1949 і належить індонезійському уряду.
У грудні 2009 оголошено, що Garuda Indonesia подасть заявку на вступ до Альянсу SkyTeam. Це сталося після того, як три члени альянсу, Korean Air, KLM і Delta Air Lines рекомендували та надавали допомогу компанії, щоб включення до програми SkyTeam стало можливим. 23 листопада 2010 року SkyTeam та Garuda Indonesia підписали угоду, спрямовану на остаточне введення в середині 2012.
У листопаді 2011 мала приблизно 50 напрямків, більшість з яких були в Азії і 3 в Австралії. Амстердамський аеропорт Схіпхол був єдиним у Європі влітку 2011 року. Парк літаків складався з 90 літаків із середнім віком 7,7 років. З них 61 були типу Boeing 737 у чотирьох версіях, а також 23 Airbus A330 у 2 версіях.
Компанія отримала свою назву від індуїстського божества Гаруди.